# Pointe des Brasses
La pointe des Brasses est un sommet de Haute-Savoie situé dans le massif du Chablais, à cheval sur les communes de Saint-Jeoire et Viuz-en-Sallaz, et culminant à 1 503 mètres d'altitude.

## Toponymie
Les Brasses est un toponyme provenant d'un alpage situé au-dessus de Viuz-en-Sallaz. Il pourrait dériver de l'allemand Brache, qui désigne un terrain en friche ou en jachère,, ou du vieil allemand braka signifiant « défrichement ». Il est possible qu'il dérive aussi du latin bracchium (« bras ») en faisant référence aux bras de rivière dont trois prennent leur source aux Brasses : la Menoge, le ruisseau d'Entreverges et des Airets.

## Géographie

### Situation
La pointe des Brasses constitue l'extrémité méridionale d'un chainon orienté nord-sud, débutant à Hirmentaz et se prolongeant ensuite par la pointe de Miribel. Il est délimité à l'est par la vallée du Risse et le lac du Môle au sud-ouest. Vers le nord, la pointe des Brasse est reliée à la pointe de Miribel par une zone mamelonnée correspondant à Plaine Joux.
Le sommet est accessible depuis le vallon d'Entreverges au sud et depuis Chaine d'Or au nord par Bogève ou Onnion.

### Géologie
La pointe des Brasses constitue le front méridional de la nappe des Préalpes médianes plastiques qui se prolonge de manière discontinue d'Hirmentaz au Môle. Le front de la nappe est particulièrement déformé par des replis tectoniques où s'enchevêtrent plusieurs écailles de la nappe. Ainsi, les différentes unités sont délimitées par des contacts tectoniques et ne sont pas toutes en position stratigraphique normal. Deux grands chevauchements structurent le flanc est et son sommet : la faille des Brasses est un chevauchement à fort pendage qui transite au sud du sommet et se prolonge par le vallon d'Entreverges au sud tandis que la faille de Pouilly, d'orientation similaire, s'étend entre Aveyran (Onnion) et Pouilly (Saint-Jeoire) et présentent une composante surtout verticale qui faire descendre le compartiment est (série Jurassique à Crétacé) topographiquement sous le compartiment ouest constitué de roches plus anciennes (Jurassique inférieur à moyen). Sur le versant occidental, les terrains triasiques délimitent le front de chevauchement de la nappe des Préalpes médianes recouvrant le flysch des Voirons (complexe Voirons-Wägital) et représenté par le mont Vouan.
La pointe des Brasses est principalement constituée par des calcaires d'âge jurassique inférieur à moyen, : calcaires échinodermiques (l2-4) et formation des Brasses (j1B). Le Trias est très développé au pied du flanc occidental, mais il est en grande partie recouvert par des dépôts glaciaires quaternaires et des dépôts de versants, tandis que les séries les plus jeunes (calcaires massifs du Jurassique supérieur, j7-n1M, jusqu'aux Couches rouges du Crétacé supérieur au Paléogène, Ce-r) sont exposées sur le flanc oriental, au rocher Blanc et jusque sur les hauteurs de Mégevette.

## Histoire
En juin 2013, une croix réalisée par les élèves de l'École catholique de l'automobile de Viuz-en-Sallaz y est érigée sur son sommet. D'une hauteur de six mètres, elle est composée de 33 cubes métalliques de 30 centimètres de côté, assemblés sur place et disposés en spirale par les élèves eux-mêmes. Elle est bénie le 7 juillet 2013 par Mgr Boivineau, évêque d'Annecy.

## Activité
La station des Brasses est installée sur le versant nord. Du haut du domaine, on peut observer le massif du Mont-Blanc, le Môle, les massifs du Faucigny et du Chablais, le bassin genevois et la chaîne du Jura.